# فيلم رعب

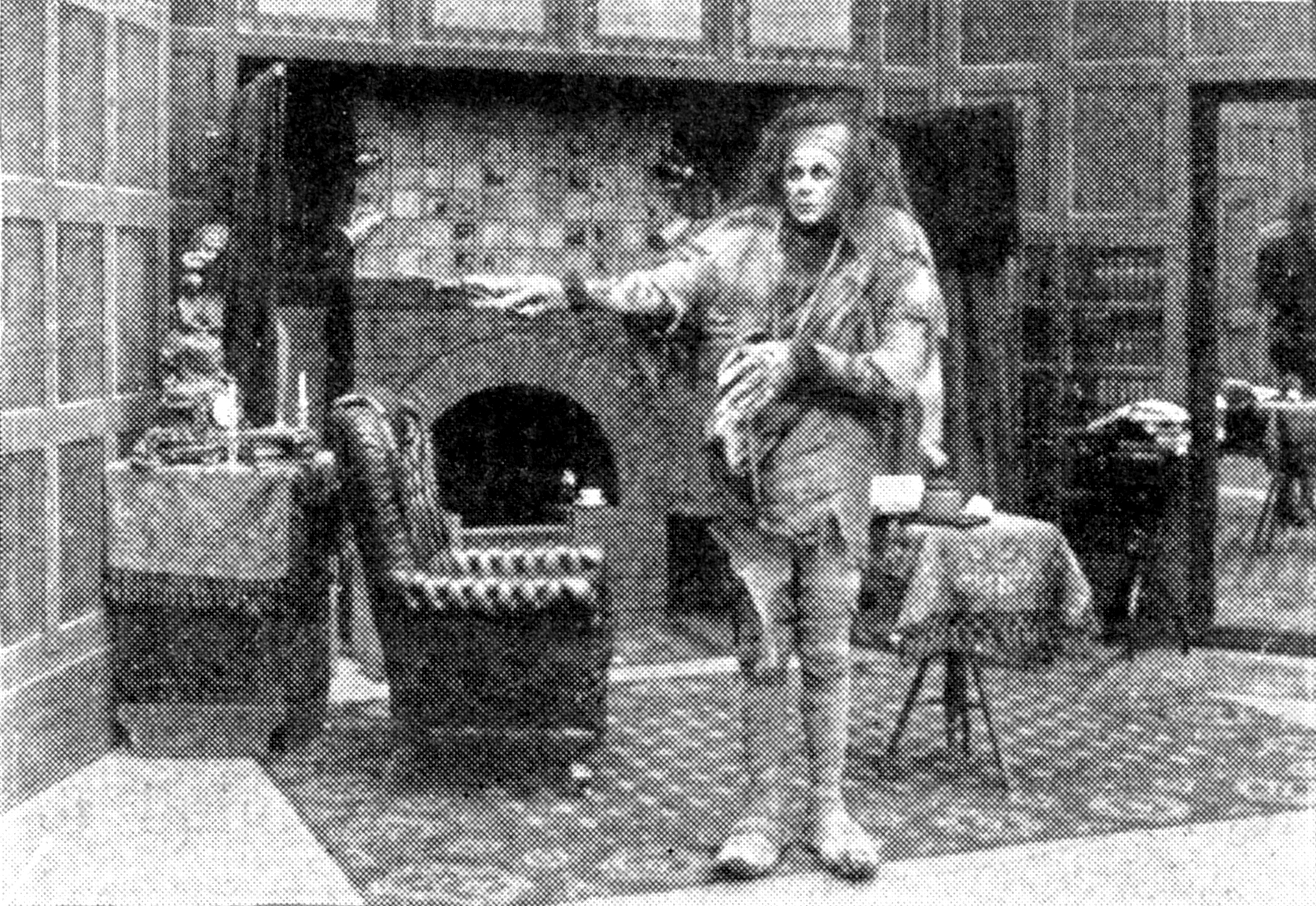
صورة من فيلم الرعب فرانكنشتاين.

أفلام الرعب هي الأفلام التي تثير مشاعر الرعب والخوف في نفس المشاهد، ويظهر في أفلام الرعب الكثير من الأشياء المرعبة مثل قوى شيطانية، وأحداث خارقة للطبيعة وأشباح لا تكون موجودة عادة في الحياة اليومية العادية، وعادة يكون هناك شخص شرير يقوم بدور البطولة في فيلم الرعب، كما تمتاز أفلام الرعب بالمؤثرات البصرية والصوتية.
نبعت أفلام الرعب الأولى وشخصياتها من الأدب الكلاسيكي وأشهرها دراكولا، وفرانكنشتاين، والمومياء، والرجل الذئب وزومبي، وتلا هذه المرحلة العديد من الأفلام التي استقت أفكارها من أوضاع الحرب العالمية الثانية.

## تأثير مشاهدة أفلام الرعب
يختلف الناس في ميولهم تجاه أفلام الرعب بين مولع بها وكاره لها. ويرى بعض العلماء أن هذا التباين يعود إلى تناقضات هرمونية نتيجة حدوث خلل في التوازن بين هرمون الأدرينالين وهرمون الأندروفين، فعندما يدرك المخ أن هناك تهديداً ما فإنه يبعث بإشارات إلى الجسم لطرح دفعة قوية من هرمون الأدرينالين، وإذا أدرك الشخص أن هذا التهديد ليس حقيقياً يقوم هرمون الأندروفين بتحويل عملية الخوف إلى نوع من المتعة، أما في حال عدم فرز ما يكفي من الهرمون الأخير فإن عملية الخوف قد تتحول إلى كابوس مرعب يترك تداعيات صحية، جسدية ونفسية.

### التأثير السلبي
ومن بين التأثيرات الجسدية التي يتركها الرعب على الشخص: ارتفاع ضغط الدم، وتسرّع النبض، وتعرّق اليدين، وتشنّج العضلات، وهبوط حرارة الجسم. أما التأثيرات النفسية فتضم: القلق، والأرق، والكوابيس، والخوف بشتى أنواعه، وربما الخوف من الموت وصعوبات حياتية على مختلف الأصعدة، بل هناك مختصون لا يكفون عن القول إن مشاهدة أفلام الرعب تجعل حواس الشخص تعتاد على العدوان وتخرّب الحس الطبيعي للتعامل مع مواقف الخوف التي يواجهها الإنسان، ما يجعله أكثر قابلية للقيام بها أو تقبّلها.
وفي دراسة حديثة نشرتها الدورية الطبية البريطانية، أوضح علماء من جامعة ليدن الهولندية أن أفلام الرعب يمكن أن تشجع على حدوث تخثر الدم. الدراسة شملت 30 متطوعاً، 14 منهم شاهدوا أفلام رعب مدتها ساعة ونصف الساعة، في حين أن العشرة الآخرين شاهدوا أفلام فيديو قصيرة محايدة. وبعدها جرى قلب الأدوار بحيث شاهد أفراد المجموعة الأولى الأفلام القصيرة المحايدة بينما شاهد أفراد المجموعة الثانية أفلام الرعب. وبعد مشاهدة كل فيلم كان الباحثون يأخذون عينات دم من المشاركين من أجل تحليلها، فجاءت النتائج مثيرة للاهتمام، إذ سجل المشرفون على الدراسة، عند أكثر من نصف مشاهدي أفلام الرعب، زيادة ملحوظة في مستوى العامل الثامن الذي يشجع على تخثر الدم، وهذا ما يزيد من احتمال التعرض للجلطات الدموية.
وأظهرت نتيجة في دراسة أجراها البروفسور فيشوف أستاذ الطب النفسي بجامعة كاليفورنيا، ومحرر الجريدة الإلكترونية Journal of Media Psychology، أن السبب الرئيس الذي يدفع إلى الولع بأفلام الرعب وتفضيلها على غيرها هو عامل التشويق والإثارة. وبحسب فيشوف فإن الرغبة في البحث عن كل ما هو مشوّق ومثير هي التي تجعل الشباب يشاهدون أفلام الرعب، لكن هذه الرغبة تقل كلما تقدم الإنسان في العمر، ولهذا فإن البالغين في منتصف العمر يكونون أقل إقبالاً على مثل هذه الأفلام، ربما لأنهم يرون الحياة أنها مخيفة بما فيه الكفاية وأنهم ليسوا بحاجة إلى المزيد من الخوف والتوتر والقلق. وتفيد نتائج الدراسة بأن كثيرين من الشباب والمراهقين يقبلون على مشاهدة أفلام الرعب ليس لغرض الإثارة فقط، وإنما لرغبتهم في تعلم كيفية التحكم بمشاعر الخوف أو الهلع عند التعرض لمواقف مشابهة. وأشارت الدراسة أيضاً إلى أن هناك نسبة كبيرة من بين الأشخاص الذين يميلون إلى ذرف الدموع وإطلاق الصرخات والأصوات العالية يجدون متعة كبيرة أثناء مشاهدة أفلام الرعب.

#### التأثير الإيجابي
وكشفت دراسة نشرت في عام 2011م في صحيفة «تايمز» الهندية أن مشاهدة أفلام الرعب يمكن أن تكون جيدة لصحة المرأة النفسية والدماغية، لأن الدماغ يفرز مجموعة من الهرمونات التي تزيد من نشاط الدماغ الذي يعتبر حالة الرعب فترة تأهب موقتة لا تزيد على نصف ساعة سرعان ما تنتهي ليعم الهدوء في الجسم ويصبح الجهاز المناعي أكثر قوة من قبل.
ويذهب علماء من جامعة وستمنستر البريطانية إلى أبعد من ذلك بقولهم إن مشاهدة أفلام الرعب تساعد على حرق نحو 200 سعرة حرارية، أو ما يعادل قطعة من الشوكولا في الساعة الواحدة. وخلص الباحثون إلى هذه النتيجة بقياس إجمالي الطاقة المبذولة لعشرة أشخاص مختلفين شاهدوا مجموعة مختارة من الأفلام المخيفة والمرعبة. وسجل العلماء معدل ضربات القلب وكمية الأوكسيجين وثاني أوكسيد الكربون، ولاحظوا أن عدد السعرات الحرارية المفقودة زاد بنسبة الثلث خلال مشاهدة الأفلام.
وقال الدكتور ريتشارد ماكنزي، أستاذ علم الفيزيولوجيا في جامعة وستمنستر، معلقاً على النتائج، أن أفلام الرعب التي استخدمت في الدراسة، أظهرت تأثيراً ملحوظاً بين الزيادة في معدل ضربات القلب وضخ الدم في جميع أنحاء الجسم في شكل أسرع وبين خسارة السعرات الحرارية.
وأكدت الدراسة فائدة أفلام الرعب في حرق السعرات الحرارية، وِأن تعرض الشخص إلى محفزات مخيفة، يساعد الجسم على إفراز هرمون الأدرينالين بشكلٍ كبير، لأن المشاهد المخيفة التي يراها فجأة تدفع الجهاز العصبي إلى التفاعل معها إما عبر المحاربة، أو الفرار، وعند حدوث هذه الاستجابة، يبدأ الجسم في حرق الدهون بهدف الحصول على الطاقة، ويُطلِق السكر في الدم، الأمر الذي يدفع إلى زيادة عملية الأيض، أي تحويل الغذاء إلى طاقة دون الحاجة إلى تدخُّل الأوكسجين في هذه العملية.
وفائدتها في تحسين المزاج، لأن مشاهدة أفلام الرعب تحفز الدماغ على إطلاق مواد كيميائية، مثل الدوبامين، والسيروتينين، والجلوتامين، التي تعمل نواقل عصبية، ويؤدي إفراز الأدرينالين الذي يشبه في تأثيره الأدوية المخدرة إلى تعزيز الصحة العقلية، بالتالي تحسين نفسية الشخص.
وفي اختبار أجراه الباحثون، تطلَّب أخذ عينات دم من مجموعة من الأشخاص قبل وأثناء وبعد مشاهدة فيلم رعب، وجدوا أن عدد كريات الدم البيضاء تزداد بشكل ملحوظ تماماً جراء ذلك، مثل ردة فعلها عند حدوث التهاب، أو عدوى.
كما أكد البروفيسور مارك جريفيث، اختصاصي الإدمان السلوكي في جامعة نوتنجهام ترينت في بريطانيا، أن مشاهدة فيلم رعب يعد متنفساً، ويزيل ما نشعر به من عواطف مكبوتة وتوتر وإحباط.